# Robert Havekotte
Robert Havekotte, född 25 januari 1967 i De Bilt, är en nederländsk vattenpolospelare.
Havekotte deltog i den olympiska vattenpoloturneringen vid olympiska sommarspelen 1992 i Barcelona där Nederländerna slutade på nionde plats.
Havekotte är far till fotbollsmålvakten Mike Havekotte.